# Saint-Merd-les-Oussines
Saint-Merd-les-Oussines település Franciaországban, Corrèze megyében. Lakosainak száma 109 fő (2022. január 1.). Saint-Merd-les-Oussines Bugeat, Chavanac, Meymac, Millevaches, Pérols-sur-Vézère, Peyrelevade és Tarnac községekkel határos.

## Népesség
A település népessége az elmúlt években az alábbi módon változott:
| Lakosok száma | 180  | 137  | 114  | 120  | 130  | 130  | 129  | 129  | 122  | 109  |
|               | 1968 | 1982 | 1990 | 2006 | 2013 | 2015 | 2017 | 2019 | 2020 | 2022 |